# 史蒂文森島
史蒂文森島（英語：Stevenson Island）是南極洲的島嶼，位於麥克羅伯特森地，處於辛普森角東北面3.7公里，屬於科貝克群島的一部分，最高點海拔高度120米，現時由南極條約體系管理。